# 柳本顯
柳本顯（1974年1月29日—），日本政治人物，隸屬自由民主黨，現任眾議院議員，前大阪市議會議員。大阪府大阪市西成区出身，畢業於大阪教育大學附属高等學校平野校舍、京都大学法学部，之後進入關西電力工作。參議院議員柳本卓治是他的叔父。
2015年大阪市長選舉中，以19萬票之差落敗予大阪維新會的吉村洋文。